# Meitantei Conan - Tenkū no lost ship
Meitantei Conan - Tenkū no lost ship (名探偵コナン 天空の難破船（ロスト・シップ）?, Meitantei Konan - Tenkū no rosuto shippu, lett. "Detective Conan - Il dirigibile sperduto nel cielo"), conosciuto anche con il titolo internazionale Detective Conan: The Lost Ship in the Sky, è un film d'animazione del 2010 diretto da Yasuichirō Yamamoto.
Si tratta del quattordicesimo film dedicato alla serie anime Detective Conan, uscito in Giappone il 17 aprile 2010.

## Trama
Una notte dopo un mese dalla fine del precedente film, dopo dieci anni d'inattività, la misteriosa organizzazione bioterroristica chiamata "Gatto Siamese Rosso" ruba un pericoloso batterio killer da un laboratorio di Nishitama per poi farlo saltare in aria. La rivendicazione del furto su internet scatena il panico in tutto il Giappone: il batterio verrà liberato nell'aria una settimana dopo, con conseguenze catastrofiche. Conan parla con Heiji della notizia e gli rivela le sue perplessità. Visto che l'obiettivo dell'organizzazione era quello di sottrarre il batterio, il giovane detective non capisce il motivo per cui il laboratorio sia stato fatto esplodere.
Una settimana dopo, Conan, Ran, Kogoro, Agasa, i Detective Boys, Ai e Sonoko partono per un viaggio a bordo del "Bell Tree I", un dirigibile di lusso della Suzuki Airship Corporation. Lo zio di Sonoko li ha invitati perché ha lanciato l'ennesima sfida a Kaito Kid, suo acerrimo rivale. Il ladro dovrà cercare di rubare un favoloso gioiello, chiamato "Lady of the Sky", che verrà custodito a bordo del dirigibile durante il viaggio inaugurale da Tokyo a Osaka. Sul mezzo sono presenti anche uno scrittore, il direttore della Nichiuri TV, un cameraman e una reporter che si occuperanno di realizzare una trasmissione in diretta dell'evento. Il signor Suzuki porta tutti gli ospiti a fare un tour dell'intero dirigibile che si conclude con la visita alla teca che ospita la pietra preziosa. Ran però non ha visto bene il gioiello e decide di tornare ad ammirarlo. Qui la ragazza incontra un cameriere che ha sul gomito un cerotto che lei aveva donato a uno degli operatori all'ingresso. Temendo che si tratti di Kid, Ran blocca il cameriere. Questi, per liberarsi, si toglie la maschera e mostra il volto di Shinichi. Dopo aver pronunciato una frase che solo Ran poteva conoscere, Kid riesce a convincere la ragazza di essere Shinichi.
Nel frattempo una delle cameriere viene infettata dal batterio proveniente da una fialetta lasciata aperta in una delle sale fumatori. Il vecchio Suzuki vine avvertito dell'accaduto con una telefonata anonima e l'ispettore Nakamori, responsabile della sicurezza sul dirigibile, provvede ad avvertire la polizia a terra. Il batterio si diffonde e anche lo scrittore viene contagiato. Utilizzando un elicottero, i malviventi si introducono nel dirigibile e piazzano degli esplosivi. Conan e i Detective Boys riescono a sfuggire alla cattura e cercano di disinnescare le bombe. I ragazzi però vengono scoperti e il capo dei malviventi getta Conan dal dirigibile. Interviene quindi Kaito Kid che, con il suo deltaplano, recupera il ragazzo e lo salva. Conan contatta quindi l'ispettore Megure e, con la voce di Shinichi, chiede il permesso di tornare sul dirigibile dopo aver convinto Kid ad assumere le sembianze del detective liceale. Rientrati sul velivolo, Conan e Kid notano che i malviventi hanno acceso dei fumogeni per rendere il mezzo ancora più evidente nel cielo. Conan contatta quindi Heiji e lo invita a recarsi a Nara, la città che il dirigibile sta sorvolando.
Ran si accorge di essere stata infettata e viene spostata nella stanza dove sono rinchiuse tutte le persone malate. Nel frattempo Conan riesce a neutralizzare la maggior parte dei malviventi, mentre quelli nell'altra stanza vengono messi fuori gioco dall'ispettore Nakamori, da Kogoro e dal cane Lupin. Heiji blocca i complici degli assalitori nel tempio Kōfuku-ji mentre stavano cercando di sottrarre le statue del buddha. Conan si reca quindi da Ran per svelarle che il rash cutaneo non è provocato da un batterio, ma dall'esposizione a una particolare vernice che è stata spruzzata all'interno della sala fumatori. Mentre fornisce questa spiegazione, il ragazzo si accorge che il capo della banda è lo scrittore perché Ran non è mai entrata nella sala, ma è stata toccata dall'uomo. Si scopre quindi che il vero obiettivo della banda era di far evacuare l'area sorvolata dal dirigibile minacciando di diffondere il batterio, così altri complici avrebbero potuto approfittare dello scompiglio creato per rubare oggetti preziosi.

## Colonna sonora
La sigla finale è Over Drive, dei Garnet Crow.

## Distribuzione

### Home video
In Giappone il film è stato pubblicato da Being in DVD e Blu-ray Disc, entrambi usciti il 17 novembre 2010. Sia in DVD che in Blu-ray Disc il film è stato pubblicato in due versioni: una Standard Edition (スタンダード・エディション?, Sutandādo Edishon) a disco singolo e un'edizione limitata in due dischi detta Special Edition (スペシャル・エディション?, Supesharu Edishon) che contiene anche il Magic File 4 fra i contenuti del secondo disco.

## Accoglienza

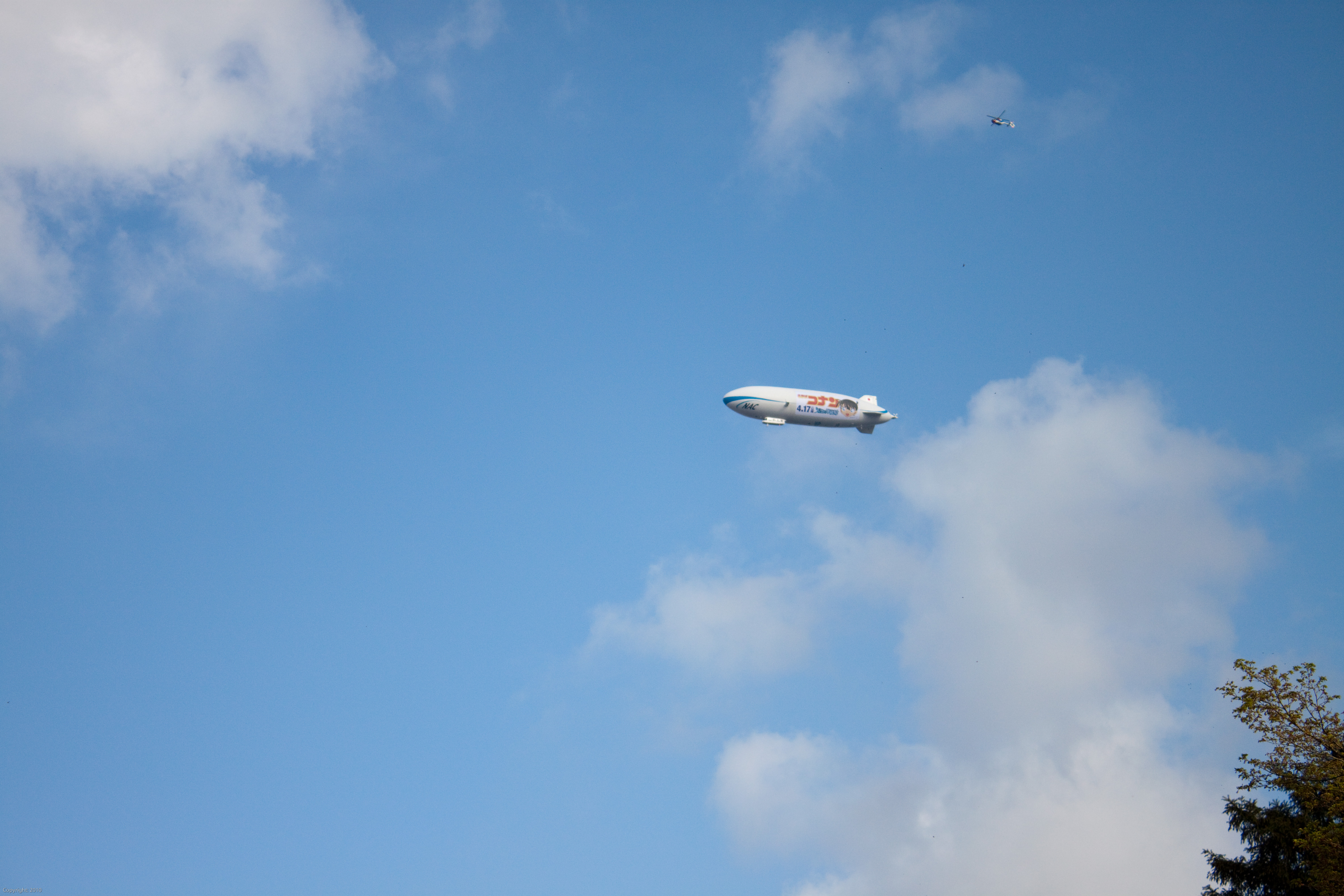
Il dirigibile di Detective Conan tra Tokyo e Yokohama il 10 aprile 2010.

Tenkū no lost ship ha incassato 3 miliardi e 100 milioni di yen, classificandosi al decimo posto dei film giapponesi con il maggior incasso in patria nel 2010. Il film è stato nominato per gli Awards of the Japanese Academy del 2011 nella categoria animazione, in cui ha poi vinto Arrietty - Il mondo segreto sotto il pavimento.

## Versione a fumetti
Con i fotogrammi del film è stato prodotto un anime comic, pubblicato in un'edizione in due volumi e poi in volume unico. L'edizione in due volumi è intitolata Gekijōban anime comic - Meitantei Conan - Tenkū no lost ship (劇場版アニメコミック 名探偵コナン 天空の難破船（ロスト・シップ）?, Gekijōban anime komikku - Meitantei Konan - Tenkū no rosuto shippu, "Detective Conan - La nave perduta nel cielo - Anime comic del film"); la "prima parte" (上?, jō) è stata pubblicata da Shogakukan il 18 novembre 2010 (ISBN 978-4-09-122574-0), la "seconda parte" (下?, ge) il 17 dicembre dello stesso anno (ISBN 978-4-09-122575-7). L'edizione in volume unico è intitolata Gekijōban Meitantei Conan - Tenkū no lost ship (劇場版 名探偵コナン 天空の難破船（ロスト・シップ）?, Gekijōban Meitantei Konan - Tenkū no rosuto shippu, "Detective Conan - Il film - La nave perduta nel cielo") ed è stata pubblicata sempre da Shogakukan il 18 aprile 2013 (ISBN 978-4-09-124275-4).